# Бартошевич Геннадій Георгійович
Геннадій Георгійович Бартошевич (12 вересня 1934, місто Мінськ, тепер Республіка Білорусь — 8 жовтня 1993, місто Мінськ, Республіка Білорусь) — радянський діяч, дипломат, 1-й секретар Мінського міського комітету КП Білорусі, 2-й секретар ЦК КП Білорусі, надзвичайний і повноважний посол СРСР у КНДР. Член Бюро ЦК КП Білорусі у 1983—1987 роках. Член ЦК КПРС у 1986—1990 роках. Депутат Верховної Ради СРСР 10—11-го скликань.

## Життєпис
У 1950—1952 роках — токар Мінського верстатобудівного заводу імені Жовтневої революції. У 1952—1954 роках працював у Комітеті радіоінформації Міністерства культури Білоруської РСР.
У 1954—1957 роках служив у Радянській армії.
Член КПРС з 1957 року.
У 1957—1963 роках — студент Білоруського політехнічного інституту.
У 1962—1967 роках — інженер-технолог, начальник технологічного бюро, заступник начальника відділу технічного контролю, секретар партійного комітету Мінського верстатобудівного заводу імені Жовтневої революції.
З 1967 року — на партійній роботі. У 1969—1973 роках — 2-й секретар Фрунзенського районного комітету КП Білорусі міста Мінська, 2-й секретар Центрального районного комітету КП Білорусі міста Мінська, 1-й секретар Молодечненського міського комітету КП Білорусі Мінської області.
У 1974—1977 роках — 1-й секретар Фрунзенського районного комітету КП Білорусі міста Мінська.
У 1977 році закінчив заочно Вищу партійну школу при ЦК КПРС у Мінську.
У 1977 році — голова виконавчого комітету Мінської міської ради народних депутатів.
У 1977 — серпні 1983 року — 1-й секретар Мінського міського комітету КП Білорусі.
17 серпня 1983 — 14 жовтня 1987 року — 2-й секретар ЦК КП Білорусі.
13 жовтня 1987 — 10 жовтня 1990 року — надзвичайний і повноважний посол СРСР у Корейській Народно-Демократичній Республіці.
У 1993 році — посол з особливих доручень Міністерства закордонних справ Республіки Білорусь. 
Помер 8 жовтня 1993 року в Мінську. Похований на Східному цвинтарі міста Мінська.

## Нагороди і звання
- орден Леніна (1981)
- орден Жовтневої Революції (1984)
- орден Трудового Червоного Прапора (1974)
- орден «Знак Пошани» (1971)
- медалі
- Почесна грамота Президії Верховної ради Білоруської РСР
- надзвичайний і повноважний посол СРСР